# Kernkraftwerk Obninsk
Das Kernkraftwerk Obninsk (russisch Обнинская АЭС/Obninskaja AES [anhörenⓘ], auch АЭС-1) liegt nahe der Wissenschaftsstadt Obninsk, etwa 100 Kilometer südwestlich von Moskau in der Oblast Kaluga. Es war das weltweit erste wirtschaftlich genutzte Kernkraftwerk.

## Reaktor
Der Reaktor АМ-1 (russisch атом мирный – „friedliches Atom“) hatte eine Bruttoleistung von 6 MW, eine Nettoleistung von 5 MW und 30 MW thermische Leistung. Es war ein Prototyp, der Graphit und Wasser als Moderator verwendete und der wassergekühlt war.

## Geschichte

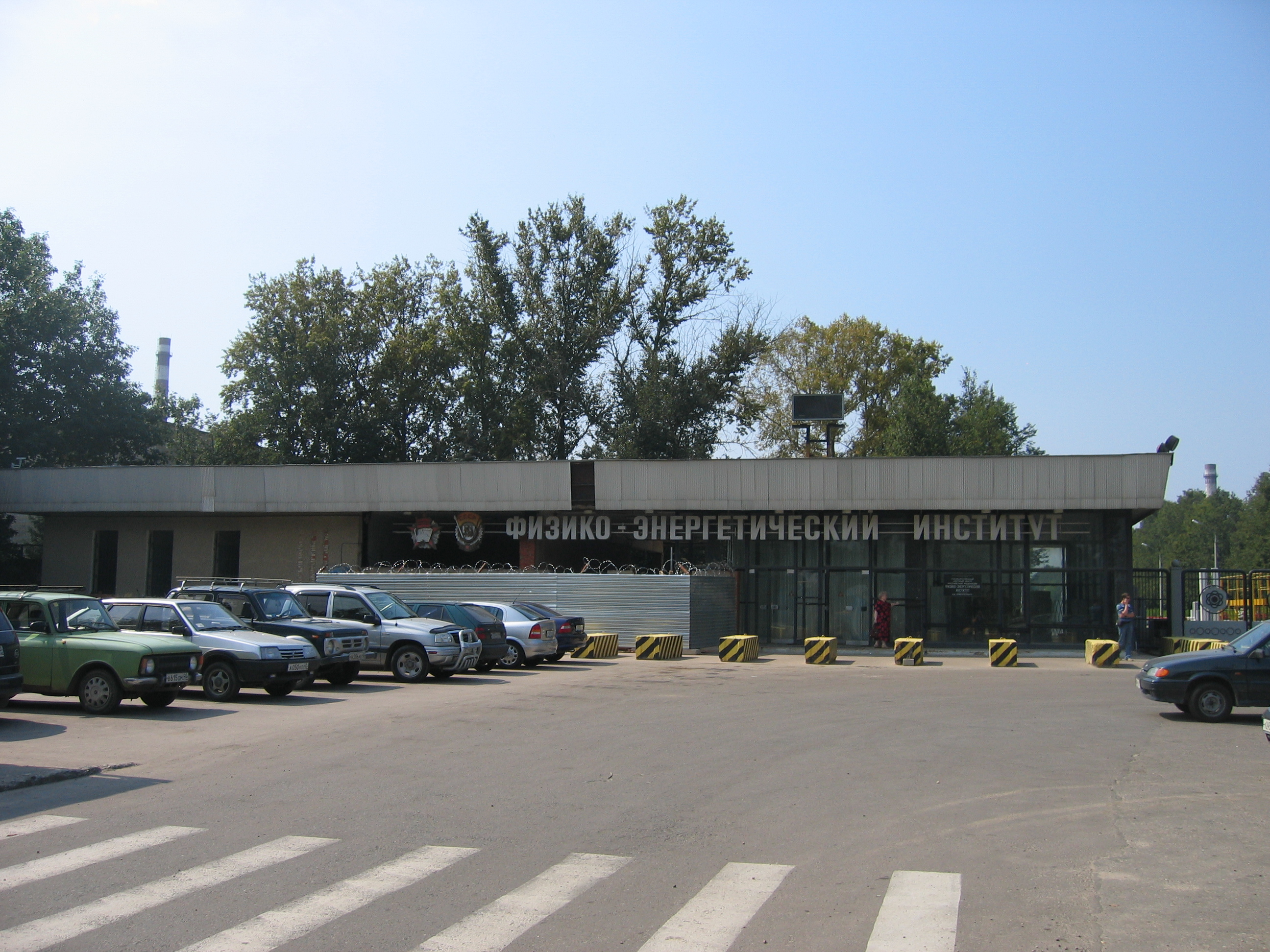
Einfahrt zum ehemaligen Kraftwerk (heute: Physikalisch-Energetisches Institut)

Im Jahr 1951 wurde das damalige Labor „V“ beauftragt, das erste sowjetische Kernkraftwerk zu bauen. Federführend an der Entwicklung beteiligt waren die Physiker Dmitri Iwanowitsch Blochinzew, Nikolai Antonowitsch Dolleschal, A. K. Krasin und W. A. Malych. Am 1. Juni 1954 wurde der Reaktorblock erstmals in Betrieb genommen. Am 26. Juni 1954 wurde er erstmals mit dem Stromnetz synchronisiert. Als Beginn der kommerziellen Stromproduktion wird der 27. Juni 1954 angegeben. Obninsk blieb fast zehn Jahre lang der einzige sowjetische Kernreaktor zur kommerziellen Energieerzeugung. Der Reaktor wurde am 29. April 2002 endgültig stillgelegt.
Es war zeitweise geplant, in Obninsk einen natriumgekühlten schnellen Brüter vom Typ BN-1600 zu bauen.
Im Jahr 2010 gab es Pläne für einen Prototyp des 100 MW starken „Schnellen Blei-Bismut Reaktor“ vom Typ SVBR-100.

## Daten der Reaktorblöcke
Das Kernkraftwerk Obninsk hatte insgesamt einen Block:
| Reaktorblock  | Reaktortyp | Netto- leistung | Brutto- leistung | Baubeginn  | Netzsyn- chronisation | Kommer- zieller Betrieb | Abschal- tung |
| ------------- | ---------- | --------------- | ---------------- | ---------- | --------------------- | ----------------------- | ------------- |
| APS-1 Obninsk | AM-1       | 5 MW            | 6 MW             | 01.01.1951 | 26.06.1954            | 01.12.1954              | 29.04.2002    |